# Cementerio de Ceares
El cementerio de Ceares también conocido como cementerio de El Suco (El Sucu en asturiano) es una necrópolis en Gijón, Asturias. Fue el primer cementerio moderno de la ciudad, inaugurado en 1876, así como el más grande tras sucesivas expansiones. Recibió enterramientos hasta la apertura del cementerio de Deva en 1999.

## Ubicación
El Suco está situado en la ladera oeste del collado de Los Pericones, elevación que cuenta con un parque homónimo que rodea el cementerio, en el barrio de Ceares.

## Historia

### Cementerios previos
Los habitantes de la parroquia de Gijón solo contaban con el camposanto de la iglesia de San Pedro, con una ubicación variable. A mediados del siglo XIX, en 1843, se construye un cementerio parroquial en el actual solar de la Casa Rectoral de San Pedro, Cimadevilla. Fue apodado La Visitación debido a que su primer entierro fue doña Visitación Jove. Fue clausurado en 1893.
Podemos destacar los siguientes cementerios:
- 1798: Cementerio antiguo la iglesia de San Pedro.

- 1840: Cementerio Provisional de Santa Catalina.

- 1843: Cementerio de la Visitación.

### Origen y construcción

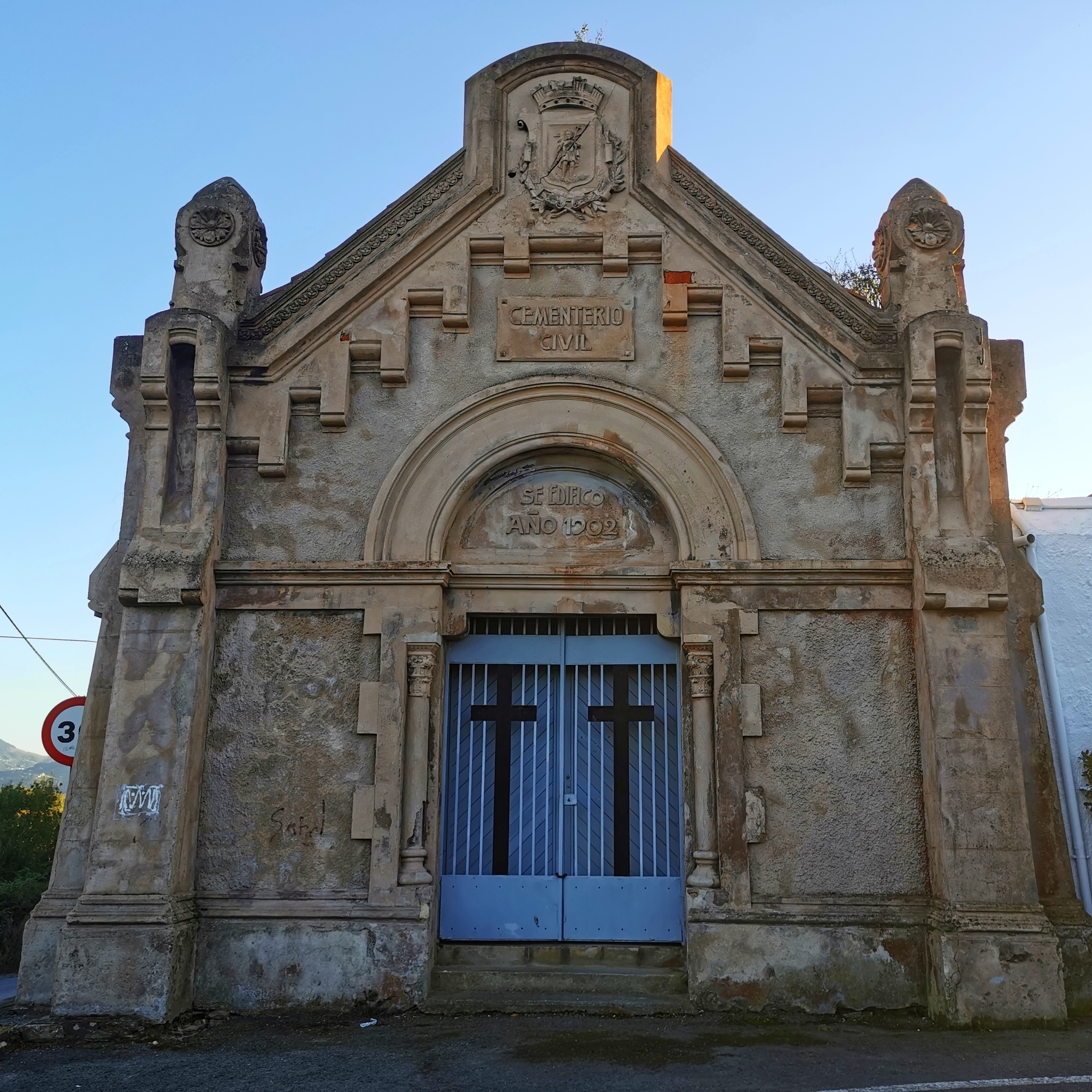
Capilla de acceso al cementerio civil

Ante la falta de espacio y salubridad del anterior cementerio, se decide construir un nuevo, cuya ubicación suscita debate pero finalmente se elige Los Pericones, promontorio considerablemente alejado del Gijón de finales del siglo XIX. Fue inaugurado el 1 de enero de 1876, su primera difunta se llamaba María García y su enterrador José Sánchez Suárez «El Pintu».
Las obras corrieron a cargo de Cándido González, que dispuso el cementerio con una forma rectangular, situando a una iglesia neorrománica al fondo y en el punto más alto del camposanto. Alrededor de esta y siguiendo una retícula se construyeron los panteones, y, más alejados, los nichos, en un diseño que permitía expandir las calles. Anexo al cementerio, en su lado este, se construyó el cementerio civil.
Entre 1894 y 1902 el arquitecto municipal Mariano Medarde construye una capilla que sirve de acceso al cementerio civil. La primera ampliación se realiza en 1908 y, a partir de entonces, bajo la supervisión de Miguel García de la Cruz, se expande el cementerio sucesivamente, descendiendo por la ladera del promontorio.

### Fusilamientos en El Suco

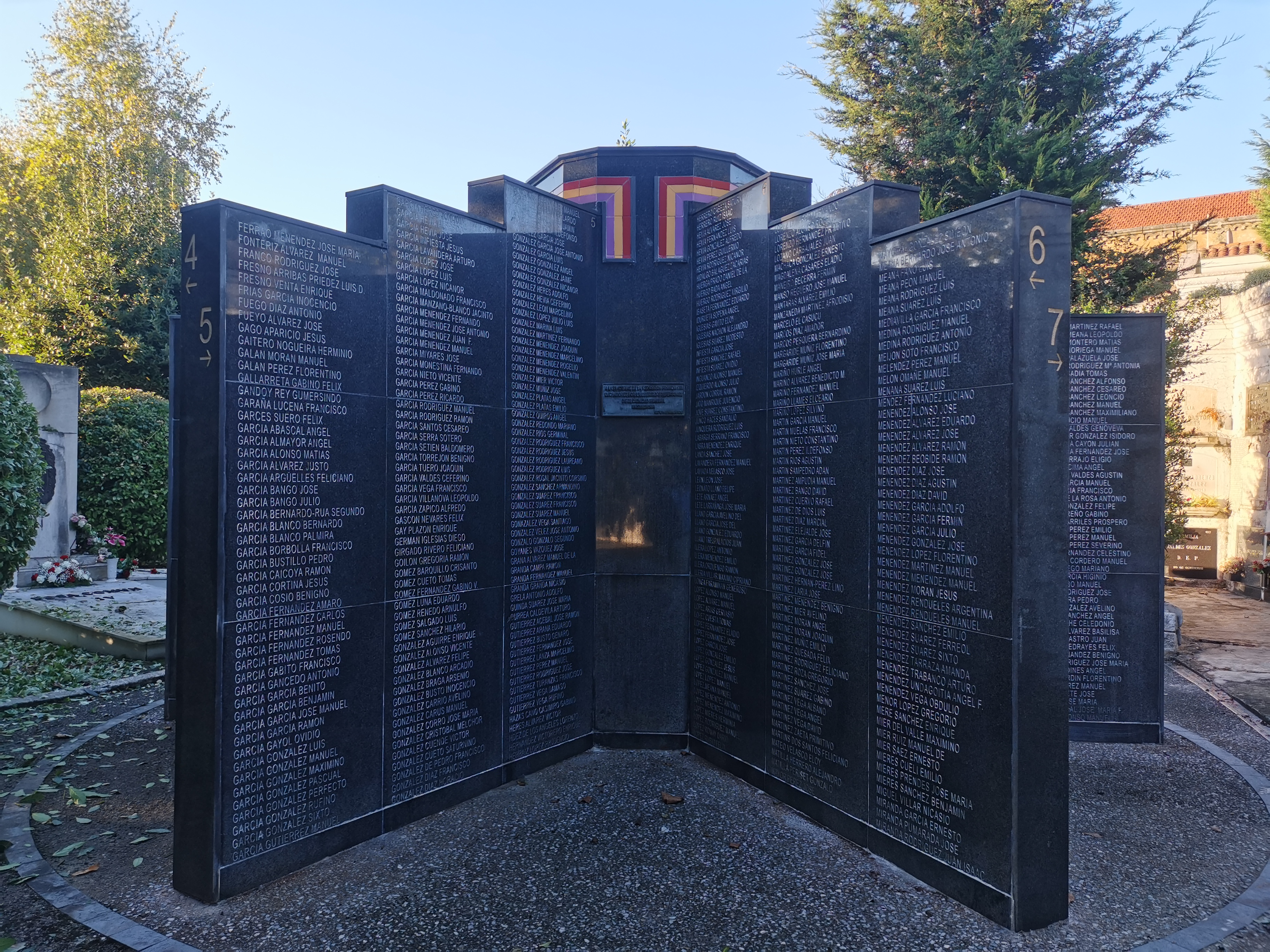
Memorial a las víctimas de la represión franquista

En la guerra civil española, a partir de la caída de Gijón en octubre de 1937, unos 1.300 gijoneses fueron fusilados en el paredón sur del cementerio y posteriormente enterrados en una fosa común. El 14 de abril de 2010 se inaugura dentro del recinto un monumento dedicado a 1.934 víctimas de la represión franquista en el concejo.

### Cierre
La corporación municipal, encabezada por el alcalde José Manuel Palacio, se propone construir un nuevo cementerio en los años 1980. Tras evaluar tres ubicaciones, Tremañes, Cenero y Deva, los técnicos se decantan por la tercera, inaugurándose el cementerio de Deva el 22 de noviembre de 1999 y clausurando el cementerio de Ceares tras 123 años.

## Descripción

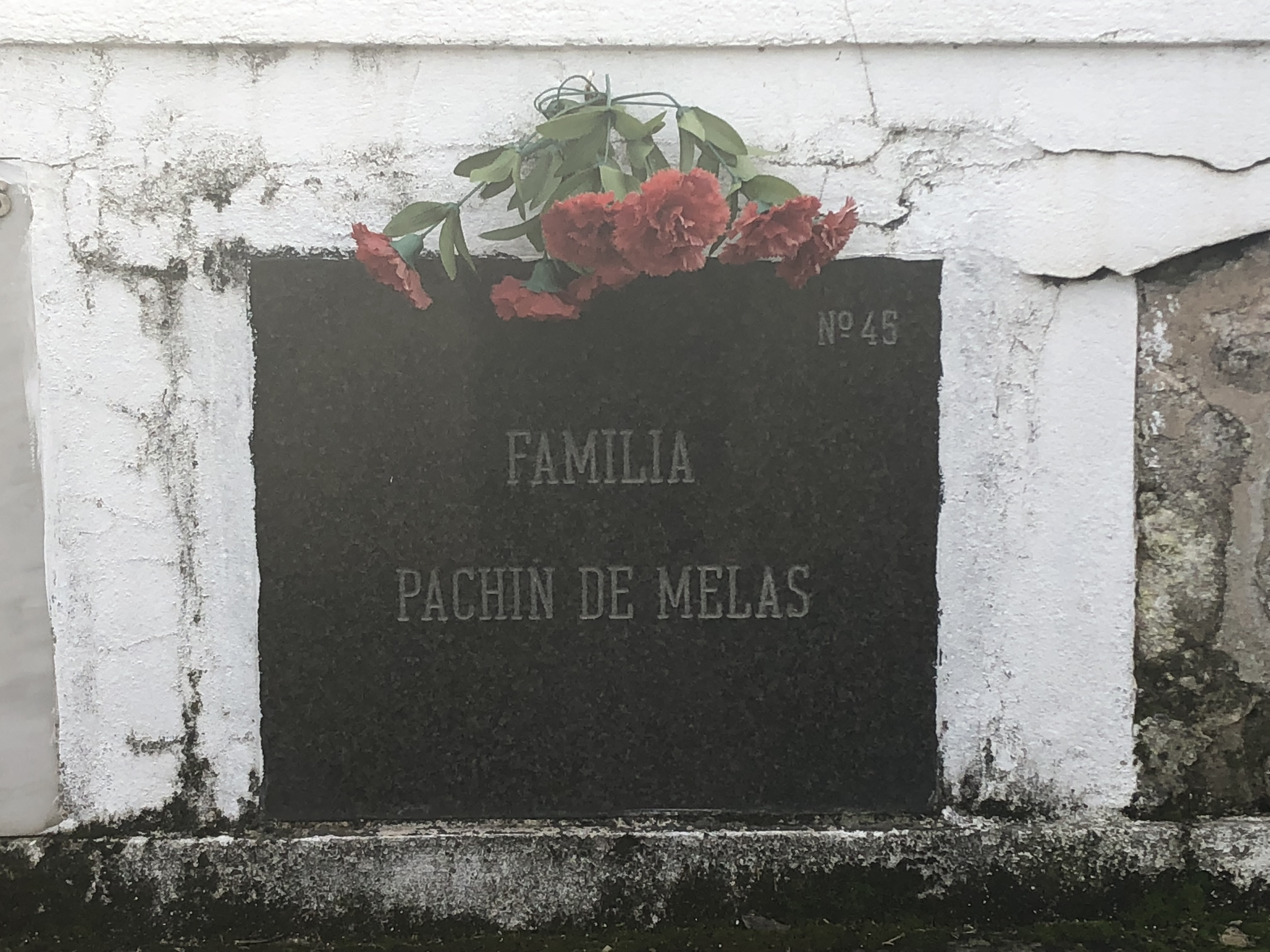
Tumba del escritor Pachín de Melas

El cementerio cuenta con 200 pabellones, destacando los diseñados por los arquitectos Manuel del Busto y Miguel García de la Cruz, ambos enterrados en El Suco, al igual que decenas de gijoneses ilustres.
Ceares-El Suco presenta 32 000 espacios de enterramientos y se estima que contuvo a 151.000 inhumaciones.

## Galería
|            |
| Fosa común |

|                                                |
| Capilla del cementerio, de estilo neo-románico |

|                   |
| Mausoleo familiar |